# Alchemilla demissa
Alchemilla demissa är en rosväxtart som beskrevs av Robert Buser. Alchemilla demissa ingår i släktet daggkåpor, och familjen rosväxter. Inga underarter finns listade i Catalogue of Life.